# Beach Boys' Party!
Beach Boys' Party!, album som gavs ut 1 november 1965 av The Beach Boys. Albumet var gruppens elfte LP och den är producerad av Brian Wilson.  Skivan var ett hastverk som släpptes efter påtryckningar från skivbolaget att ge ut en skiva innan den stundande julförsäljningen. Brian Wilson valde därför att spela in en skiva där bandet spelade live direkt i studion. Genom att lyssna till skivan ska man förstå att inspelningen gjorts på en fest (därav namnet), och mellan låtarna förekommer en del samtal och diskussioner, liksom skratt och flickors fnitter. Inspelningarna ägde rum under fyra dagar i september 1965.
För ovanlighetens skull var de allra flesta låtarna inte skrivna av Brian Wilson, utan de bestod av covers av andra artister (se parenteser efter låtarna nedan). Den mest uppmärksammade låten från skivan blev "Barbara Ann", på vilken Dean Torrence från duon Jan and Dean sjunger tillsammans med Brian. Trots den snabba inspelningen sålde albumet bättre än exempelvis det allmänt ansedda mästerverket Pet Sounds när de gavs ut första gången. 
Albumet nådde Billboard-listans 6:e plats.
På englandslistan nådde albumet 3:e plats.

## Låtlista
Singelplacering i Billboard inom parentes. Placering i England=UK 
1. Hully Gully - (F. Smith/C. Goldsmith) (The Olympics)
2. I Should Have Known Better - (John Lennon/Paul McCartney) (The Beatles)
3. Tell Me Why - (John Lennon/Paul McCartney) (The Beatles)
4. Papa Oom Mow Mow - (Frazier/White/Harris/Wilson jr.)
5. Mountain Of Love - (Harold Doorman) (Harold Dorman/Johnny Rivers)
6. You've Got To Hide Your Love Away - (John Lennon/Paul McCartney) (The Beatles)
7. Devoted To You - (Boudleaux Bryant) (The Everly Brothers)
8. Alley Oop - (Dallas Frazier) (The Dyna Sores/Dante & The Evergreens/Hollywood Argyles)
9. There's No Other (Like My Baby) - (Phil Spector/L. Bates) (The Crystals)
10. Medley: I Get Around/Little Deuce Coupe (Brian Wilson och Brian Wilson/Roger Christian)
11. The Times They Are A-Changin' - (Bob Dylan) (Bob Dylan)
12. Barbara Ann - (Fred Fassert) (Regents) (#2, UK #3)